# Discografia de Eiza González
A discografia de Eiza González consiste em dois álbuns de estúdio, três singles e quatro videoclipes. Eiza debutou como cantora em uma trilha sonora para a telenovela da Televisa Lola, érase una vez, o álbum vendeu 400.000 cópias somente no México, 500.000 nos Estados Unidos e 2 milhões de cópias mundialmente. 

## Álbuns de Estúdio
| Ano                                                | Detalhes do Álbum                                               | Melhores Posições | Melhores Posições | Melhores Posições | Melhores Posições | Melhores Posições | Melhores Posições |
| Ano                                                | Detalhes do Álbum                                               | MX                | CAN               | SPA               | EUA Top Latin     | NZ                | UK                |
| -------------------------------------------------- | --------------------------------------------------------------- | ----------------- | ----------------- | ----------------- | ----------------- | ----------------- | ----------------- |
| 2009                                               | Contracorriente - Released: 2009 - Label: EMI Televisa Music    | 13                | —                 | —                 | 25                | —                 | —                 |
| 2012                                               | Te Acordarás de Mí - Released: 2012 - Label: EMI Televisa Music | 66                | —                 | —                 | —                 | —                 | —                 |
| "—" Não entraram no chart ou não lançaram no país. |                                                                 |                   |                   |                   |                   |                   |                   |

### EPs
| Ano  | Detalhes do Álbum                                 |
| ---- | ------------------------------------------------- |
| 2009 | Mi Destino Soy Yo - Gravadora: Emi Televisa Music |

## Singles
Como Lola:
| Ano                        | Single        | Melhor Posição | Melhor Posição | Álbum                      |
| Ano                        | Single        | MEX            | US             | Álbum                      |
| -------------------------- | ------------- | -------------- | -------------- | -------------------------- |
| 2007                       | "Si Me Besas" | 8              | 26             | Érase Una Vez (Soundtrack) |
| 2008                       | "Masoquismo"  | 4              | 36             | Erase Una Vez (Soundtrack) |
| "—" Não entraram pro chart |               |                |                |                            |

Como Eiza:
| 2009                       | "Mi Destino Soy Yo" | 9 | — | — | Contracorriente |
| "—" Não entraram pro chart |                     |   |   |   |                 |